# آستین سنت جان
آستین سنت جان (انگلیسی: Austin St. John؛ زادهٔ ۱۷ سپتامبر ۱۹۷۴) یک هنرپیشه اهل ایالات متحده آمریکا است.